# 永松文太
永松 文太（ながまつ ぶんた、1993年7月9日 - ）は、日本の俳優、タレント。福岡県久留米市出身。身長177cm。

## 来歴
雑誌『シティ情報月刊くるめ〜SUPER HIGH SCHOOL HERO 2011〜』でグランプリ受賞し、タレント活動を開始。テレビ、雑誌を中心に活動を行い、TBS『はなまるマーケット』、雑誌『Watch PLUS+〜ウォッチ・プラス〜』、CM『ニチバン「ケアリーヴ?」』などに出演。
2015年4月から2016年3月まで『NHK高校講座 世界史』にマジカル・ヒストリー倶楽部のリーダー、眞鍋かをりとともに、プランナーとしてレギュラー出演。
2021年11月15日、約10年間所属したスペースクラフト・エージェンシーを退社。
2021年10月から同郷の俳優・新谷あやかとTikTokユニット「ばりやわとんこつ」を結成し、博多弁による恋愛系ショート動画を公開し人気を博している（基本的に動画内には新谷のみが出演し、永松は脚本と男声を担当）。

## 人物
- 趣味・特技はサッカーとけん玉。サガン鳥栖の熱烈なファン。

## 出演

### テレビ
- イケメン美女と過ごす夜（2014年4月17日 - 5月1日、日本テレビ）
- はなまるマーケット（2012年11月 - 2014年3月、TBS） - きょうの目玉（リポーター担当）
- NHK高校講座 世界史（2015年4月17日 - 2016年3月4日、NHKEテレ） - 司会[2]
- ニュースチェック11（2017年4月 - 、NHK総合） - 追跡！トレンドワード（リポーター担当、不定期金曜日）

### 舞台
- ホイッスル!BREAK THROUGH-壁をつき破れ-（2016年8月31日 - 9月8日、シアター1010） - 山川智之 役[3]

### CM
- ニチバン「ケアリーヴ?」
- 公益社団法人ACジャパン「骨髄移植推進財団支援キャンペーン〜君じゃなきゃ。〜」
- アソビズム「城とドラゴン」
- ロッテ「ACUO」